# ليكسايد سيتي (تكساس)
ليكسايد سيتي (بالإنجليزية: Lakeside City, Texas)‏ هي بلدة أمريكية تقع في الولايات المتحدة في مقاطعة آرتشر (تكساس). يقدر عدد سكانها بـ 997 نسمة ومساحتها 1.6 كم2 وترتفع عن سطح البحر 306 متر.

## التركيبة السكانية
حدّد مكتب تعداد الولايات المتحدة بيانات التركيبة السكانية لليكسايد سيتي في تعداد الولايات المتحدة. في ما يلي، التركيبة السكانية حسب تعدادي 2000 و2010.

### تعداد عام 2000
بلغ عدد سكان ليكسايد سيتي 984 نسمة بحسب تعداد عام 2000، وبلغ عدد الأسر 353 أسرة وعدد العائلات 301 عائلة مقيمة في المدينة. في حين سجلت الكثافة السكانية 600 نسمة لكل كيلومتر مربع (1,554.0/ميل2). وبلغ عدد الوحدات السكنية 366 وحدة بمتوسط كثافة قدره 223.2 لكل كيلومتر مربع (578.1/ميل2).
وتوزع التركيب العرقي للمدينة بنسبة 98.27% من البيض و0.30% من الأمريكيين الأفارقة و0.30% من الأمريكيين الأصليين و0.10% من الأمريكيين ذوي الأصول الآسيوية و0.41% من الأعراق الأخرى و0.61% من عرقين مختلطين أو أكثر و1.63% من الهسبانيون أو اللاتينيون من أي عرق.
بلغ عدد الأسر 353 أسرة كانت نسبة 40.5% منها لديها أطفال تحت سن الثامنة عشر تعيش معهم، وبلغت نسبة الأزواج القاطنين مع بعضهم البعض 75.6% من أصل المجموع الكلي للأسر، ونسبة 7.1% من الأسر كان لديها معيلات من الإناث دون وجود شريك،  بينما كانت نسبة 2.5% من الأسر لديها معيلون من الذكور دون وجود شريكة وكانت نسبة 14.7% من غير العائلات. تألفت نسبة 10.5% من أصل جميع الأسر من عدة أفراد يعيشون في نفس المنزل ونسبة 4.8% كانت تتألف من شخص يعيش بمفرده يبلغ من العمر 65 عاماً أو أكثر. وبلغ متوسط حجم الأسرة المعيشية 2.79، أما متوسط حجم العائلات فبلغ 3.02.
بلغ العمر الوسطي للسكان 41.4 عاماً. وكانت نسبة 26.1% من القاطنين تحت سن الثامنة عشر، وكانت نسبة 6.4% بين الثامنة عشر والرابعة والعشرين عاماً، ونسبة 24.6% كانت واقعةً في الفئة العمرية ما بين الخامسة والعشرين والرابعة والأربعين عاماً، ونسبة 30.5% كانت ما بين الخامسة والأربعين والرابعة والستين، ونسبة 12.4% كانت ضمن فئة الخامسة والستين عاماً فما فوق. يوجد لكل 100 أنثى 100.8 ذكر، ويوجد لكل 100 أنثى في الثامنة عشر من عمرها فما فوق 97.6 ذكر.
بلغ متوسط دخل الأسرة في المدينة 58,672 دولارًا، أما متوسط دخل العائلة فبلغ 61,875 دولارًا. وكان متوسط دخل الذكور 36,422 دولارًا مقابل 31,146 دولارًا للإناث. وسجل دخل الفرد الخاص بالمدينة 23,950 دولارًا. وكانت نسبة 1.3% من العائلات ونسبة 2% من السكان تحت خط الفقر، وكان من هؤلاء نسبة 3.4% تحت سن الثامنة عشر ونسبة 1.7% في الخامسة والستين من العمر وما فوق.

### تعداد عام 2010
بلغ عدد سكان ليكسايد سيتي 997 نسمة بحسب تعداد عام 2010، وبلغ عدد الأسر 381 أسرة وعدد العائلات 317 عائلة مقيمة في المدينة. في حين سجلت الكثافة السكانية 607.9 نسمة لكل كيلومتر مربع (1,574.5/ميل2). وبلغ عدد الوحدات السكنية 399 وحدة بمتوسط كثافة قدره 243.3 لكل كيلومتر مربع (630.1/ميل2).
وتوزع التركيب العرقي للمدينة بنسبة 96.59% من البيض و0.80% من الأمريكيين الأفارقة و0.30% من الأمريكيين الأصليين و0.50% من الأمريكيين ذوي الأصول الآسيوية و0.10% من سكان جزر المحيط الهادئ و0.80% من الأعراق الأخرى و0.90% من عرقين مختلطين أو أكثر و3.61% من الهسبانيون أو اللاتينيون من أي عرق.
بلغ عدد الأسر 381 أسرة كانت نسبة 33.3% منها لديها أطفال تحت سن الثامنة عشر تعيش معهم، وبلغت نسبة الأزواج القاطنين مع بعضهم البعض 73.8% من أصل المجموع الكلي للأسر، ونسبة 6.3% من الأسر كان لديها معيلات من الإناث دون وجود شريك،  بينما كانت نسبة 3.1% من الأسر لديها معيلون من الذكور دون وجود شريكة وكانت نسبة 16.8% من غير العائلات. تألفت نسبة 14.2% من أصل جميع الأسر من عدة أفراد يعيشون في نفس المنزل ونسبة 5.5% كانت تتألف من شخص يعيش بمفرده يبلغ من العمر 65 عاماً أو أكثر. وبلغ متوسط حجم الأسرة المعيشية 2.62، أما متوسط حجم العائلات فبلغ 2.88.
بلغ العمر الوسطي للسكان 45.3 عاماً. وكانت نسبة 22.5% من القاطنين تحت سن الثامنة عشر، وكانت نسبة 6.6% بين الثامنة عشر والرابعة والعشرين عاماً، ونسبة 20.3% كانت واقعةً في الفئة العمرية ما بين الخامسة والعشرين والرابعة والأربعين عاماً، ونسبة 36.1% كانت ما بين الخامسة والأربعين والرابعة والستين، ونسبة 14.5% كانت ضمن فئة الخامسة والستين عاماً فما فوق. وتوزع التركيب الجنسي للسكان بنسبة 49.9% ذكور و50.1% إناث.